# Barrio Cuarto, Veracruz
Barrio Cuarto är en ort i Mexiko.   Den ligger i kommunen Mixtla de Altamirano och delstaten Veracruz, i den sydöstra delen av landet, 240 km öster om huvudstaden Mexico City. Barrio Cuarto ligger 1 613 meter över havet och antalet invånare är 515.
Terrängen runt Barrio Cuarto är bergig åt nordost, men åt sydväst är den kuperad. Runt Barrio Cuarto är det ganska tätbefolkat, med 199 invånare per kvadratkilometer. Närmaste större samhälle är Zongolica, 7,8 km norr om Barrio Cuarto. I omgivningarna runt Barrio Cuarto växer huvudsakligen savannskog.